# Tiburonia granrojo
Tiburonia granrojo je vrsta klobučnjakov iz družine Ulmaridae, ki so jo odkrili leta 2002 v Tihem oceanu.
Vrsta je edina doslej odkrita predstavnica rodu Tiburonia in ena največjih vrst klobučnjakov, odkritih doslej. Živi na globinah med 600 in 1500 metri, doslej pa so jo odkrili v vodah Japonske, Havajev, Cortezovega morja in zaliva Monterey. Po ocenah Kalifornijske akademije znanosti lahko imajo predstavniki te vrste klobuke premera preko 3 metre.
Tiburonia granrojo ima namesto dolgih nitastih ožigalk pod klobukom mesnate lovke, barva teh živali pa je temno rdeča, po čemer je dobila tudi znanstveno ime.
Doslej so odkrili 23 primerkov tega klobučnjaka, le enega majhnega (15 cm) pa so ujeli za nadaljnje raziskave. Obstaja tudi več posnetkov visoke ločljivosti, ki so jih o klobučnjakih te vrste posnele robotske podmornice. Odkritje je svetu predstavil George Matsumoto s svojo ekipo v reviji Marine Biology leta 2003.